# Prusaci (baltici)
Prusacii vechi, prusacii baltici sau pur și simplu prusacii (în prusacă veche: prūsa) au fost un trib printre popoarele baltice care locuiau regiunea Prusiei, pe malul de sud-est al Mării Baltice între laguna Vistula la vest și laguna Curonian la est. Vechii prusaci, care vorbeau o limbă indo-europeană cunoscută acum ca prusacă veche și se închinau zeităților precreștine, și-au împrumutat numele, în ciuda foarte puține aspecte comune, locuitorilor din regiune de mai târziu, predominant vorbitori de joasă germană.
Ducatul polonezilor sub Mieszko I, care a fost predecesorul Regatului Poloniei, a încercat pentru prima dată să cucerească și să boteze triburile baltice în timpul secolului al X-lea, dar a întâmpinat în mod repetat o puternică rezistență. Abia în secolul al XIII-lea, vechii prusaci au fost subjugați și pământurile lor au fost cucerite de Ordinul teuton . Vechii prusaci rămași au fost asimilați în următoarele două secole. Vechea limbă prusacă, în mare parte nedocumentată, a dispărut efectiv până în secolul al XVII-lea.
Teritoriul inițial al vechilor prusaci înainte de primele ciocniri cu polonii consta din centrul și sudul Prusiei de Vest și de Est, echivalent cu părți din zonele moderne ale Voievodatului Pomerania și Voievodatul Varmia-Masurian din Polonia, Regiunea Kaliningrad din Rusia și regiunea sudică Klaipėda din Lituania. Teritoriul a fost locuit și de Scalovieni, un trib înrudit cu prusacii, curonianii și balții estici.
Adoptarea protestantismului de către prusaci a accelerat germanizarea zonei și dispariția identității naționale a prusacilor, pe de altă parte, în secolul al 17-lea, un catehism luteran a fost scris în prusacă.
Triburile prusace sunt descrise în Chronicon terrae Prussiae ("Letopisețul tărâmului prusac", 1326) al lui Petru de Dusburg, preot și cronicar teuton.  A stabilit 11 ținuturi și 10 triburi, nomenclatura lor având temei geografic.
|    | Latină     | Germană          | Poloneză  | Lituaniana modernă | Prusaca refăcută |
| -- | ---------- | ---------------- | --------- | ------------------ | ---------------- |
| 1  | Pomesania  | Pomesanien       | Pomezania | Pamedė             | Pameddi          |
| 1  | Pogesania* | Pogesanien       | Pogezania | Pagudė             | Paguddi          |
| 2  | Varmia     | Ermland, Warmien | Warmia    | Varmė              | Wārmi            |
| 3  | Natangia   | Natangen         | Natangia  | Notanga            | Notangi          |
| 4  | Sambia     | Samland          | Sambia    | Semba              | Semba            |
| 5  | Nadrovia   | Nadrauen         | Nadrowia  | Nadruva            | Nadrāuwa         |
| 6  | Bartia     | Barten           | Barcja    | Barta              | Barta            |
| 7  | Scalovia   | Schalauen        | Skalowia  | Skalva             | Skallawa         |
| 8  | Sudovia    | Sudauen          | Sudawia   | Sūduva             | Sūdawa           |
| 9  | Galindia   | Galindien        | Galindia  | Galinda            | Galinda          |
| 10 | Culm       | Kulmerland       | Chełmno   | Kulmas             | Kulma, Kulms     |

* Tot Pomesania e.